# ジョーカー・シリーズ (漫画)
『ジョーカー』（JOKER）シリーズは、原作：麻城ゆう、キャラクター原案&作画：道原かつみによる日本のSFアクション漫画作品。および、これを原作とした小説（執筆：麻城ゆう、挿絵：道原かつみ）、アニメ作品。漫画作品は『WINGS』（新書館）にて連載された。
霜月かいり作画によるリメイク漫画作品『JOKER REBOOT』が2015年10月号（8月28日発売）より2024年2月号（2023年12月28日発売）まで連載された。

## あらすじ

### JOKER
- 1986年3月号から同年4月号に掲載

麻薬密売人の捜査を行っていたリィンは密売人の情婦と接触する。麻薬中毒になっていることを心配するリィンに情婦は自分が合成人間であり、地球上では人権が無いことを告げ、麻薬取り引きの情報を流した。
リィンは独りで取引現場に向かうが、密売ネットワークの情報を奪取しようとしていた情婦共々捕えられてしまう。そして、情婦はリィンの身の安全と引き換えに自分が特捜司法官であることを密売人に明かした。
隙を見て逃げ出した特捜司法官は密売人を処刑すると共にその遺伝子情報を読み取って密売人に変身。密売組織への潜入捜査のために、顛末の秘匿の依頼と共に（密売人=男の姿で）リィンに接吻し、リィンの前から姿を消した。

### 帝王の庭
- 1987年1月号から同年5月号掲載

一代で海王寺コンツェルンを築き上げた海王寺デュークが自宅の庭で、異常としか思えない状況で急死した。
事を公にしたくない長男・弓人らの依頼で、リィンは伯父（リィンの母の兄）のストレイカー警視や検視官と共に海王寺邸へやってきて捜査を開始するが、直後に男性の特捜司法官が現れ、海王寺デューク殺害事件は法律により特捜司法局の管轄に変わり、事故死として表向きは処理されることになったと告げる。
デューク殺害の真犯人は、テロ組織「赤のキャラバン」に参加し、副総裁にまでなった海王寺家の次男・剛人だった。海王寺コンツェルンを壊滅させるため弓人へ銃を突きつけたところへ、駆けつけた特捜司法官が剛人を射殺。特捜司法官は剛人に変身し、コンツェルンの創立記念式典を兼ねたデュークの葬儀を終え、テロ組織への潜入捜査のために、リィンの前から姿を消した。

### カメレオン・キャット
- 1987年8月号に掲載。

### ムーン・ファンタジー
- 1987年11月号から1988年8月号に掲載。コミックス収録時に加筆あり。

### メモリー・オブ・ファースト・ラブ
- 1988年10月号に掲載。

小学校の同窓会に出席したリィンは、そこで初恋だった女性から翌日のデートを申し込まれる。
デート中に女性の仲間に拉致されたリィンは、自身の身代金を海王寺弓人に支払うよう要求される。何故かリィンが海王寺弓人の隠し子であると思われていたのだった。
そんな中、海王寺弓人に変身したジョーカーがリィンを助けに入ってきて、弓人の姿のまま熱い抱擁と接吻を……

### ドリーム・プレイング・ゲーム
- 1989年5月号から同年12月号に掲載。コミックス収録時に加筆あり。

### インターバル（幕間）
- 1990年2月号に掲載。

### グリーン・パラダイス
- 1990年7月号から1991年1月号に掲載。コミックス収録時に加筆あり。

### マリンブルー マリンレッド
- 1991年7月号から同年8月号に掲載。

### シャーロキアン・コンピュータ
- 1992年10月号から1993年4月号に掲載。

### χの歌声
- 1996年8月号から同年10月号、1997年1月号から3月号に掲載。

### くちびる つたえて
- 1997年5月号に掲載。

### 本気の恋はいらない
- 2000年1月号に掲載。

### 運命の恋人
- 2000年3月号から同年5月号に掲載。

### Final Mission
- 2003年9月号から同年12月号、2004年2月号から同年4月号に掲載。

## 登場人物
声の出演は、コミックス・オリジナル・アルバム(CD1)、OVA、JOKER/ファーストコンタクト(CD2)、ドラマCD(CD3)

### 主要人物
六道リィン（りくどう リィン）
声 - CD1・飛田展男、OVA,CD2・松本保典、CD3・うえだゆうじ
主人公。日本州警察本部刑事課の捜査員で、若いながら警部補。幼い頃に両親を事故で失い、孤児となったため伯父・ストレイカー警視に育てられた。階級こそ高いものの、叩き上げではないため実務経験は浅い。ジョーカー曰く「尾行は下手」。誠実で偏見を持たない青年だが、刑事としての確固たる信念を持つ。本人曰く「方向音痴だが物覚えは良い」で、本編中でも企業秘書業務や分類学を、学習ソフトを使用したとは言え短期間にマスターしている。
麻薬事件の捜査中に、潜入捜査中だったジョーカー（女）と出会い、その変身能力を目の当たりにした（「JOKER」）。その次の事件（「帝王の庭」）で再会したジョーカーが男性だったことでしばらく混乱するも、その後何度か事件絡みで関わる内に恋人となる。基本的には、ジョーカーにはなるべく女性の姿でいてほしいと願うが、次第に男性の姿のジョーカーとのキスにも抵抗感がなくなっていく。
「ムーン・ファンタジー」にて海王寺弓人の第二秘書として月面に旅立つ模様が報道されたことから、海王寺コンツェルンに関心を持つ者たちからは関係者として覚えられていることもある（「メモリー・オブ・ファースト・ラブ」「マリンブルー マリンレッド」など）。
「ファイナル・ミッション」では、最後のミッションとして細胞劣化による解体処分が一時的に延期になったジョーカーと共に赤のキャラバンを壊滅すべく戦うが、遂にジョーカーは任務終了後に倒れてしまう。旧態依然ならば解体処分となるが飛騨ジェンクスが内部改造と地位向上に邁進した結果、ジョーカーは辛うじて生き延びる。しかし、劣化した能力をフルに使った影響で記憶を失い、寿命も1-2年と残り僅かだったが、リィンはそれでも彼女と共に生きる道を選んだ。ジョーカーの死後も警察官の職務を全うし、定年後も警察関係の仕事を探そうとしたが、「悪いおじいさんに騙されて誘拐され」、特捜司法官候補の子供達の保父になる。彼らには非常に懐かれており、特に女の子達には“リィンをお婿さんにするの!”と人気である。
ジョーカー
声 - 男の声：CD1,OVA,CD2,CD3・速水奨、女の声：CD1・島本須美、OVA,CD2・富沢美智恵、CD3・矢島晶子
特捜司法官。コード名・LB（ルナベース）-2150‐JOKER‐1
合成人間としての高い身体能力の他、血液などからDNA情報を読み取り、外見や性別を変えて別人に成りすますことができるという、他の特捜司法官にはない特殊能力を持つ。DNA情報の読み取りには様々な手段があるが、特にリィン相手の場合には、茶目っ気もあってキスによって唾液を採取し遺伝子情報を得る手段を好む。
基本的には長い黒髪（長さはその時々で変わる）の美男または美女。リィンを想う気持ちに偽りはないが、任務に関することでリィンにさえも曖昧な態度を取らざるを得ないことがあり、リィンの誤解を招くことがある。任務に関係ないことについてはお茶目な行動に出ることが多い。
寿命が迫ってくると、急にリィンに別れ話を持ち出したり、彼と会わないようにし始めた。しかし、ジェンクスの陰謀（好意）によりリィンと共に最後の任務に臨み、遂に赤のキャラバンを壊滅させ、愛する人に赤のキャラバンの存在しない世界をプレゼントすることに成功した。記憶を失い短い余生をリィンと共に過ごし、静かに永眠した。小説「新・特捜司法官S-A」における秋津秀の証言によると、余命1-2年という話だったがその倍は生きたらしい。

### 日本州警察
バーリー
声 - CD1・玄田哲章、OVA・沢木郁也、CD2・堀内賢雄、CD3・大塚明夫
リィンの先輩（警部）。リィンに書類仕事を押し付けたり賭け麻雀のカモにして金を巻き上げるなど、あまり良い先輩とは言いがたいが、正義感は非常に強い。極度の女好きで、負傷により入院した際には、数人の見舞い客（全員女性）達をはべらせて悦に入っていた（「ムーン・ファンタジー」）。
リィンがジョーカー（男）といるところを度々目撃し、ジョーカーの正体を知らないため、リィンを同性愛者と勘違いしている。暗示が仕込まれた裏ディスクをプレイした影響で一時期「男性嫌悪症」になっていた（「ドリーム・プレイング・ゲーム」）。
一方で、正体を明らかにしているジョーカーにサインをお願いし、「バーリーさんへ」とサインを色紙にお願いして、「あと5枚ほど」と女性に配るためにお願いまでするというタフネスさを持つ一面もある。
キャル
声 - CD3・安達忍
リィンの同僚である女性刑事。治安の悪かったブラジル州出身のため、銃を撃つ場合には急所を狙ってしまうことがある。幼い頃に両親を犯罪者に殺されているため、人一倍、犯罪行為を憎む。州警察に入ってから1年ほど、飛騨ジェンクスの下にいた。
実は、本物のキャルは既に殺されており、今のキャルは赤のキャラバンの一員だった。そのため、上述の出身や両親の設定の真偽は不明。劇中では暗示装置を使い自己に催眠をかけているが、次第に効かなくなっている様子が描かれている。
飛騨ジェンクス（ひだ ジェンクス）
資料管理室の室長。遺留品があれば、そこから80%の確率で犯人像を推測できる高いプロファイリング能力の持ち主。「シャーロック・ホームズ・ジェンクス」の異名を持つ。犯罪予測プログラムの研究、開発を行っていたため、「赤のキャラバン」に命を狙われた。
リィンの関わった事件に不可解な決着を迎えたものが多かったため、彼を「赤のキャラバン」の一員ではないかと疑い（州警察には知らされていない特捜司法局の秘密連絡員だという意見もあった）、資料管理室へ引き抜いて過酷な頭脳労働を強いたり、拉致した末に薬物を用いて自白させたりした。州警察コンピューターへのハッキングなどの越権が発覚し、最後にはリィン誘拐の罪で逮捕される形で特捜司法局へ異動させられ監視下で研究を強要される。
当初は特捜司法局を「子供の手から危ない玩具を取り上げる母親のよう」と揶揄し、敵対姿勢や壊滅を目論んでいたが、異動後は逆にトップである局長の座を目指して着々と組織内での地位を固めている。内部改造を行い、特捜司法局のシステムを改善していく（「Final Mission」ではいくつかの規則の改善を実現している）。「気に入らないから潰してしまえというのは幼稚な考えだ」とのこと。リィンやジョーカーの存在を知ったことから心境の変化もあったようで、前述の規則改善も「内側からゆっくりと、みんなが幸せになれるように」と発言している。
作中では描かれなかったが、妻子が特捜司法官と「赤のキャラバン」との抗争に巻き込まれて亡くなり、それが元で「赤のキャラバン」を憎むと共に特捜司法局の在り方に疑問を持つようになったことが、あとがきにて描かれている。
サガ・グレイム
検死官。海王子デューク死亡の際にはリィンと共に同行した事もある（「帝王の庭」）。特定の宗教を信仰している訳ではないが、感覚的に仏教は悪くないと感じている（「ムーン・ファンタジー」もっともその程度の感覚ゆえに教義に関してはうろ覚え）。「ムーン・ファンタジー」では検死部局の多数が殺害される事件が起きるが、サガ・グレイムは難を逃れている。以後、殺しの現場となった検死室にいるのは怖いからと検死結果を持って他部署を訪問することが多くなる（死体は怖くないらしく検死するのは平気で、バーリーから変なヤツと言われている）。
あとがきによるとナイルにアタックしている。
ナイル・ネガ
少年課に補導されたこともあるほど童顔の女性刑事。キャルの後任として日本州警刑事課に赴任してきた。市警上がりであるため、実務経験はリィンより長い。
リィンと同じアパートに住むことになったため、リィンの部屋から朝帰りするジョーカー（女）を見たことがある。想い人を亡くし、慰めとしてリィンに迫ろうとした（「χの歌声」）。

### 特捜司法官とその関係者
スペード・エース
声 - CD3・速水奨
特捜司法官。男性型。外見はジョーカー（男）とほぼ同じ（違いは髪の長さのみ）で、リィンはジョーカーと見誤ることが多い。
リィンに辛辣な言葉を浴びせることが多く、リィンがジョーカーに一方的に振られたと聞いた際は、「それは良かった」と安堵の表情を見せた。しかしそれは、自分達より寿命の長い人間に恋したジョーカーを気遣うゆえの言動である。また、彼自身も秋津秀という人間に対しては一方ならぬ思い入れを持っている。
秋津秀（後述）に「サム」と呼ばれることもあるのは、最初に知り合った事件での偽名が「サムソン・リンヤ・ヤナセ・タロー・エル・アーシー」でその省略形である。秋津とスペード・エースの2人きりの時にしか使わない。
小説『特捜司法官S-A』シリーズでは彼がクローズアップされ、『新・特捜司法官S-A』では彼も代替わりしている旨の発言がある。
スペード・クイーン
声 - CD3・篠原恵美
特捜司法局を訪れた視察団の案内役を務めた女性型の特捜司法官。
以上の3人は常に大型の黒サングラスを着用し、身分証明である銀の眼球を見せる時のみこれを外す。
ハート・クイーン
特捜司法官。女性型。文庫版小説の後書きの1ページの寄稿漫画だけに登場。秋津の熱烈なファン。スペード・エースに「お願い」してサインを貰う。彼女に言わせれば、「秋津に比べれば、特捜司法官なんて」となる。フユ子と会わせたら面白そうだが、むろん実現していない。
スペード・5
特捜司法官。女性型。担当地域が近いのか、スペード・エースと組むことが多い。「ムーン・ファンタジー」では人前に姿を見せたスペード・エースに苦言を呈している。「ファイナル・ミッション」でも登場し、日本州警の面々に自己紹介した。
イオータ
声 - CD3・石井康嗣
特捜司法官の試作として制作された合成人間の1人。「B・メースン」と名乗っているが、ジョーカーからプロトタイプ・イオータと呼ばれる。ある事件の際にジョーカーの要請を拒み、敵対する。
クレイ・スペード
合成遺伝子工学博士。他の3人の博士と共に特捜司法局を創設した。物語開始時点では、特捜司法局を辞し、コスモス・システムという企業の技術顧問を務めている。
合成人間、特に特捜司法官を我が子のように大切に思っており、合成人間を嫌う海王寺コンツェルンを敵と見なす。解体処分が決定していたプロトタイプを、表社会から逃亡せざるを得ない人間と入れ替えて延命させようとしたが、それは明確な違反行為であり、スペードからそのことを知らされていなかったプロトタイプ達は、ジョーカーから真相を知らされたことで「NOTICE（警告）」のメッセージを遺して自殺した。学者故の世間知の低さからか、弓人に代替わりした海王寺コンツェルンが"人権の（認められ）ない合成人間を否定している"ということに気づかずに赤のキャラバンに利用され、特捜司法局を創設した仲間であるタロー・ペンタクルの死の原因となってしまう。
ジョーカー（女）の容姿は、彼の妻サヨコ（故人）が元になっている。
タロー・ペンタクル、スグル・ハート、ケイ・黒葉（くろば）
クレイ・スペードと共に特捜司法局創設に関わった学者達。それぞれ火星出身の法学博士（タロー）、金星出身の社会倫理学博士（スグル）、木星出身の情報機械工学博士（ケイ）。
タロー・ペンタクルは「NOTICE（警告）」の血文字事件から地球を訪れるが、赤のキャラバンによって暗殺された。
鳴木沢零（なるきざわ レイ）
バイオチップ研究の第一人者といわれた権威。2年ほど前に失踪したとされていたが、実はジョーカーに一目惚れして特捜司法局に押しかけ保護をされていた。研究過程で盗聴器代わりに利用できる観葉植物を開発し、それを利用して不正を告発する匿名人物「紳士O（「0」と署名したつもりが「O」と読み違えられた）」として活動していたため、特捜司法局から忠告されていた。
研究者としては過激な思考の持ち主で自分自身を植物型バイオボーグに改造し、最新型の有機コンピュータを上回る演算速度を誇る。だが、成体改造によって無理が生じ、全身が枯死して亡くなる。遺体は自作の植物達と共に文化保存庁の保存処置を受けるが、体内に植物性の種子を宿していた。生まれるのが彼女の何かを受け継いだものか、ただの有機コンピュータか、ごく普通の植物となるかは不明。

### 海王寺コンツェルンとその関係者
海王寺デュークが創り上げた、弁当屋のチェーン店まで保有する巨大コンツェルン。経済界、政界に大きな影響力を持つ。
海王寺デューク（かいおうじ デューク）
創業者。海王寺コンツェルンの創立記念式典直前に広大な自宅で殺害される。死因は、周囲の風音とBGMとしてかけていたシステムに仕込まれた共鳴作用によって発生した「地震を錯覚させる高周波」に混乱し、庭を守るバリアに突っ込んでの焼死。ジョーカーによると50年前に起きた「環太平洋震災」の罹災者で地震にトラウマがあった（『帝王の庭』。作品執筆当時は緊急地震速報が開発される前だった）。
海王寺人海（かいおうじ ひとみ）
デュークの長女。厳格な女性だが、かなりのファザコンで独身。
海王寺弓人（かいおうじ ゆみと）
声 - CD3・曽我部和恭
デュークの長男。デュークの後を継いで、コンツェルンの2代目社長となった。『帝王の庭』の事件以前からストレイカー警視とは知己であり、その妹であるリィンの母親とも知り合いだった。後の事件で、海王寺の独自調査にリィンを巻き込むような形で関わっていく。
妻・クリスティとの間に娘・美海（みみ）をもうけており、夫婦仲も至って良好だが、リィンと昵懇であることから、隠し子説や愛人説（誘拐されたリィンを弓人に変身したジョーカーが腕尽くで奪い返した）も世間では言われているようである。
野々宮ポーラ（ののみや ポーラ）
声 - CD3・五十嵐麗
弓人の第一秘書、兼ボディーガード。バイオニック強化を受けており、特捜司法官に匹敵する腕力、脚力を発揮する美女。
海王寺剛人（かいおうじ ごうと）
デュークの次男。惑星開拓事業団の重役。宇宙探査船「宙飛ぶ人魚号」のキャプテン・ゴートとして、数々の伝説と共に一般にも知られている。
その実は「赤のキャラバン」のメンバーであり、父であるデュークの殺害を実行。兄である弓人も殺害しようとしたが、ジョーカーに処刑された。
変身能力で剛人に成り代わったジョーカーにより、表向きは海王寺デュークの葬儀および海王寺コンツェルンの創立記念式典に出席後、宇宙へ出発した「宙飛ぶ人魚号」が遭難し行方不明という形となり、キャプテン・ゴート伝説の最期を飾った。
海王寺秋海（かいおうじ あきみ）
デュークの次女。兄弟の中ではごく普通の女性。ディクスン・ジェイというサラリーマンと婚約中。
海王寺亜矢人、夏海（かいおうじ あやと、なつみ）
デュークの三男、三女で双子。共に「最年少の科学庁長官補佐（亜矢人）」や、シンセサイザー・アーチスト「メロディ・エンジェル（夏海）」として名を馳せるが、多感な少年少女である。

### 赤のキャラバン
狩カルスト（かり カルスト）
「ドリーム・プレイング・ゲーム」の事件の際、「赤のキャラバン」の一員として登場した美青年。自分の娯楽のために他者を死に追いやることに抵抗感を持っていない。
「赤のキャラバン」のメンバーであるサディムは、ジョーカーに対して「（カルストに）手出しをすれば『赤のキャラバン』が本気になる」と語った。
「ドリーム・プレイング・ゲーム」では逮捕されたが拘置される前に偽者と入れ替わっていた。
「赤のキャラバン」総裁の息子であるが、その実態は、脳の出来が悪くバイオコンピュータに取り込まれなかった個体でもある。2つの肉体があるが脳はシンクロしており精神的には同一人物という特殊な人間である。そのために一般人には致死レベルになる痛覚などにも耐性があり、人の断末魔の感覚などを娯楽として愉しめる。
サディム
狩カルストの側近。カルストの命には絶対服従している。
マム
「赤のキャラバン」総裁。少女のような外見をしている。
頭脳を2つもって産まれ、その片方をバイオコンピュータとしながらも2つの脳がリンクされていることで、超絶的な演算能力を持つ。
バイオコンピュータは他者の脳髄を部品として取り込んでおり、飛騨ジェンクスの脳も取り込まれる予定であった。
コンピュータのマムと人間のマムは、2秒以内同時に死亡しない限り、大量の汚染物質が地球上に頒布される仕掛けがほどこされている。

### その他
大家さん
声 - CD3・さとうあい
リィンが住むアパートの大家である小太りの中年女性。劇中での人気番組『特捜司法官S-A』の大ファンであるが、殺害シーンが怖いために独りで観賞できず、リィンを引っ張り込んで一緒に観賞していることが多々ある。
甘い物（特大のもみじまんじゅうなど）が好物で、リィンを含むアパートの住人に手当たり次第に押し付けて回っている。
秋野貴羅（あきの きら）
カルストに騙されて裏ディスクに出演させられ、手にかかる前に自殺した女学生・秋野沙羅の姉。ポーラの知人。妹に劣らぬ生粋のお嬢様だが、無駄に行動力が高い。最終巻あとがきによると、弓人がリィンと縁付けようと画策している。
カイ・王子（カイ・おうじ）
フリーの歌手。ナイルの元恋人。海王寺一族出身だが、親の出生に秘密があり、それはカイ自身にも関わっている。容姿は弓人たち兄弟の大伯母にそっくりだそうだが、最終巻あとがきによると男性。
秋津秀（あきつ しゅう）
声 - CD3・一条和矢
劇中での人気番組『特捜司法官S-A』でS-A役を勤める俳優。番組の配役表記は「?」となっており、一般には知られていない。俳優として駆け出しの頃に事故で眼を義眼に換えている。番組撮影時には特捜司法局から提供された銀色の人工眼球を模した金属製のコンタクトを使用する。このコンタクトは金属製であるため、肉眼での使用は行えず、S-A役の俳優には義眼であることが必須条件であった…というのは建前で、実際は普段の人の眼を模した方がコンタクト。見た目の上では特捜司法官とまったく同じデザインの人工眼球を持つ唯一の人間である。義眼のスペック自体は一般向けの物より少し高性能という程度だが、後に眉間に内蔵されたスイッチを操作することで特捜司法官同様の「瞬膜」機構を備えるようになる。
小説『特捜司法官S-A』シリーズでは主人公となる。

### OVAのみの登場人物
Dr.ベイファーム
声 - 小杉十郎太
合成人間のサキを製造したが、欠陥品であるとして廃棄する。
サキ
声 - 高乃麗
Dr.ベイファームに造られた合成人間。Dr.ベイファームに認めてもらうため、若い女性のみを狙い心臓を抉り取る無差別殺人を繰り返す。
男
声 - 石野竜三
女
声 - 真柴摩利
ナレーション
声 - 若本規夫

### 仮面教師SJの登場人物
笹蔵重蔵（ささくら じゅうぞう）
小説『仮面教師SJ』シリーズの主人公。
父親が稀代の詐欺師であったことが判明・逃亡し、（本人のせいではないのに）ちゃんとした就職が出来ずに、自分が生来持つある特殊な体質と、親戚の教育関係者の特殊なコネで専門学校の教師となるが、赴任した先では必ず事件が起きてしまい、学校は倒れるという稀代の不運の持ち主。その事件では特捜司法官が行動していて姿を見せる。
行った先々で、最初の学校から、たまたま同様に学校が倒れたので転校せざるを得なくなる2人の教え子と、また師弟関係になることも続く。

## 作中用語
特捜司法官
警察官で検死官で検察官で弁護士で裁判官で死刑執行人。その他の資格、権限を併せ持つ最強の法執行官。
電磁波を認識し天体望遠鏡並みの視力を備え、身分証明にもなる銀色の人工眼球を持つ合成人間であり、個々が司法コンピュータに匹敵する判断能力がある。人工眼球には白目や黒目はないが、秘匿する必要がある場合は瞬膜と同様の仕組みを用いる。余談ではあるが、「REBOOT」作画担当の霜月かいりの絵柄は生身の人間でも黒目をハッキリとは描かないので、カラーページでもなければ判別が難しい。
人間が入植している太陽系内の四大惑星系に13名ずつ配置されている。地球系がスペード、火星系がダイヤ、木星系がクラブ、金星系がハート。それぞれがトランプのカードから取った名を持っている。これらの存在は公表されている（「JOKER機構とJOKER」項参照）。またこの52名以外に、各星系に1人ずつ、計4名のJOKERが存在する。JOKERの存在は一般には公表されていない。
シリーズ中登場したのは、JOKERが2人（地球圏の-1、火星圏の-2）、スペードA、スペード5、スペードQ、ハートQ（文庫版小説『特捜司法官SA』の後書き寄稿のコミック1ページのみ）の4人（無論、錬成教育中の者を除いて）。また、『仮面教師SJ』シリーズにも登場するが、他作より約12年前の時代設定の作品であり、同一人物では無い可能性は大きい。
基本的に即時死刑執行される人間の前にしか姿を現さないため、また存在を知った人間にも相当の守秘義務が課されるため、一般人には特捜司法官の存在自体を疑う者は、少なからずいる。
耐用年数（任務に就ける年数）は、35年ほどとされている。人間で言う寿命は45年だが、前述の耐用年数を越えると深刻な能力の劣化が始まる。そのため、作中終盤までは耐用年数を迎えると解体処分されていた。
特捜司法局
20世紀頃に、マスコミの犯罪報道によって模倣犯が多発、更にはメディア・パニッシュメント、犯罪被害者への白眼視などが発生していた。惑星連邦法務省がこれに鑑みて、社会的に悪影響が大きいとされる犯罪を一切公表せず、また露見させずに処理するため設置した。
飛騨ジェンクス曰く「恐怖を人の目から隠すことで平和の幻想の中に人心をまとめて、正義の名の元に人心を操る」だが、変身能力をもつ人魚型合成生物や特殊な遺伝子操作が施されて生まれた人間など、当人の責ではないが「現行法上は存在すること自体が違法となる存在」の保護も行っている。
月面（ルナベース）に本部を持ち、合成人間である特捜司法官の育成も行っている。合成人間の製造は民間でも行われているが、特捜司法局の合成人間の製造、育成技術はずば抜けている。
JOKER機構とJOKER
特捜司法局の内務監査機構。ジョーカーの本来の所属。
JOKERは地球圏（スペード）・火星圏（ダイヤ）・金星圏（ハート）・木星圏（クラブ）の各星系に1人ずつ存在する。特捜司法官には取り込んだ遺伝子を解析し手のひら部分の細胞を入れ替えて遺伝子キーを開錠することができるが、JOKERと呼称されるタイプはその遺伝子の持ち主の姿形に変身する能力を持つ。性別の変換も可能であり、作中で登場するJOKERは、リィン相手にお茶目でこれをやっていることも多い。髪や髭は自らの意志で伸ばすことができる。
レギュラーナンバーの特捜司法官である52枚（名）の存在は公にされているが、上述のように実在を疑う一般人もいる。また、特捜司法局が協力している番組である「特捜司法官S-A」は大ヒットするほどである。しかし、JOKERの存在は秘密にされている。小説の「特捜司法官S-A」で、初めて六道リィンと秋津秀が会った話で、実はリィンは秋津にはJOKERのことを話しても良かったことは、文字で語られている。
JOKERはその星系のACEと対の存在で、容姿は双子と呼べるほど瓜二つ、違いは変身能力の有無のみ。
作中に実際に登場するJOKERは、スペード（JOKER-1）とダイヤ（JOKER-2）のみである。
赤のキャラバン
大規模なテロリストグループ。総帥は少女のような外見を持つ女性「マム」。「恒久的な平和」を目指し、大規模な狂信的テロ活動を繰り広げる。飛騨ジェンクス曰く「力と恐怖で人心を操り、支配しようとしている」。
敵側の人間とは食卓を囲まない「敵の塩を受けず」などの厳しい戒律で結束している。
遺伝子ロック
この世界で一般的なセキュリティ。端末に手を触れるなどして、遺伝子を認識させることで施錠、開錠を行う。
特捜司法官は他人の遺伝子を摂取、解析するが可能であり、この能力を用いることで遺伝子ロックを開錠することもできる。JOKERは変身能力にも利用している。
ただし、小説「特捜司法官SA」では、網膜判定が基本で主人公の秋津秀のように人工眼球でこれが出来ない人間の為に用意されるというものもある。
合成人間
作中の時間で50年ほど前に人口が激減したことから、労働力として他の生物の遺伝子を使って人間を模倣した人造生物。
先述のとおり人の姿をしていてもヒト遺伝子を使用していないため、人間とは認められない。最初から作業目的に合わせて作られるため、事実上「職業選択の自由」は存在しない。単純労働目的の合成人間は明確な思考力も無く寿命も短い。製造段階で人間に対して好意を持つようにプログラムされているが、ジョーカーに言わせれば「人間のために働くこと」を誇りとしている。特捜司法官を含めて能力を強化したタイプは寿命が短くなる傾向がある。
本編の最終回（およそ30-40年後）では根本的な構造が改められ、選択した職業に合わせて能力をカスタマイズする技術が確立していた。
ドリーム・プレイング・ゲーム
レム睡眠時の脳に電気的刺激を与えることで設定された通りの夢を感覚含めて体験できる玩具。倫理的に問題のある刺激にはフィルターが掛けられるが、そういったものを取り払った「裏ディスク」も出回っている。「赤のキャラバン」は非合法の裏ディスクに暗示効果を仕込んだものをばらまいたり、潜入工作を行うものの経歴偽装（偽装した経歴を暗示で信じ込むの）に利用していた。

## アニメーション
1992年4月21日に『JOKER マージナル・シティ』のタイトルでOVAがVHSおよび、LDで販売された。全1話。商品番号CYVC-10001。

### ストーリー
若い女性のみを狙い心臓を抉り取る連続殺人事件が発生していた。犯人は合成人間サキ。Dr.ベイファームに造られた合成人間であったが、Dr.からは「ハート（心）」が無い失敗作だと廃棄されていたのだ。サキはDr.に認めてもらうため、自身に欠けていると言われた「ハート（心臓）」を集めていたのだった。

### スタッフ
- 原作 - 道原かつみ（作）、麻城ゆう（画）／新書館『WINGS』連載
- Qプロデューサー - 外崎清
- プロデューサー - 辻進、尾崎正善
- 制作プロデューサー - 岡田修一
- 監督 - 山崎理
- 監修 - 奥田誠治
- 企画／制作 - 村田良一
- 脚本 - わたなべじゅんいち、大沼弘幸
- キャラクターデザイン - 佐藤多恵子、島袋美由紀、井口忠一
- 作画監督 - 佐藤多恵子、島袋美由紀
- 絵コンテ - 石山タカ明
- 演出 - 久志秀彰、山崎理
- 美術設定 - 玉利和彦
- 美術監督 - 田原優子
- 撮影監督 - 宮崎千瑞
- 編集 - 木田伴子
- 音楽プロデューサー - 長岡成貢
- 音楽制作 - アルカディア
- 音響監督 - 渡辺淳
- 制作協力 - スタジオ・ザイン
- 製作 - POLARIS、新書館

### 歌曲
主題歌
「いつの日も」
作詞 - 谷重ヒロコ / 作曲 - 木村賢一 / 歌 - 富沢美智恵
挿入歌
「マジカル・キャット」
作詞 - 大沼弘幸 / 作曲 - 木村賢一 / 歌 - 富沢美智恵

## 漫画
『ジョーカー』シリーズ （原作：麻城ゆう、作画：道原かつみ、新書館）
ウィングス・コミックスB6判（No.はジョーカーシリーズ巻数）
1. 帝王の庭 1987年8月発売、ISBN 4-403-61135-4
2. ムーン・ファンタジー 1 1988年8月発売、ISBN 4-403-61166-4
3. ムーン・ファンタジー 2 1989年1月発売、ISBN 4-403-61181-8
4. ドリーム・プレイング・ゲーム 1989年12月発売、ISBN 4-403-61215-6
5. グリーン・パラダイス 1991年1月1日発売、ISBN 4-403-61253-9
6. シャーロキアン・コンピュータ 1993年1月1日発売、ISBN 4-403-61313-6
7. χ（カイ）の歌声 1997年5月1日発売、ISBN 4-403-61462-0
8. ファイナル・ミッション 2004年10月1日発売、ISBN 4-403-61758-1

ウィングス・コミック文庫
1. JOKER 1 1998年8月発売、ISBN 4-403-50016-1
「帝王の庭」
2. JOKER 2 1998年10月発売、ISBN 4-403-50017-X
「ムーン・ファンタジー」
3. JOKER 3 1999年2月発売、ISBN 4-403-50021-8
「ドリーム・プレイング・ゲーム」「インターバル〈幕間〉」「グリーン・パラダイス」
4. JOKER 4 2004年9月発売、ISBN 4-403-50048-X
「マリンブルー・マリンレッド」「シャーロキアン・コンピュータ」「χの歌声」「くちびる つたえて?｡」
5. JOKER 5 2008年10月発売、ISBN 978-4-403-50122-7
「ファイナル・ミッション」

『JOKER REBOOT』（原作：麻城ゆう×道原かつみ、作画：霜月かいり、新書館）
ウィングス・コミックス
1. 2016年8月25日発売、ISBN 978-4-403-62224-3
2. 2017年5月25日発売、ISBN 978-4-403-62242-7
3. 2019年2月25日発売、ISBN 978-4-403-62279-3
4. 2020年9月25日発売、ISBN 978-4-403-62309-7
5. 2021年4月24日発売、ISBN 978-4-403-62320-2
6. 2022年10月26日発売、ISBN 978-4-403-62350-9
7. 2024年3月26日発売、ISBN 978-4-403-62371-4

## イラスト画集
- JOKER ― 道原かつみ・画集 1993年1月1日発売、新書館、ISBN 4-403-61322-5

## 小説
『ジョーカー』外伝シリーズとして『特捜司法官S-A』、『仮面教師SJ』が刊行。（著者：麻城ゆう、挿絵：道原かつみ、新書館）

### 特捜司法官S-A
スペード・エースと劇中のTV番組『特捜司法官S-A』でスペード・エース役を演じる秋津秀を主人公に据えた外伝。日本州警刑事課の警部補として六道リィンも登場する。
ウィングス・ノヴェルス
1. 特捜司法官S-A 1 1991年1月発売、ISBN 4-403-64003-6
2. 特捜司法官S-A 2 1993年1月発売、ISBN 4-403-64012-5

ウィングス文庫
1. 特捜司法官S-A 1 2000年5月発売、ISBN 4-403-54025-2
2. 特捜司法官S-A 2 2005年6月発売、ISBN 4-403-54094-5
3. 新・特捜司法官S-A 1 2005年7月発売、ISBN 4-403-54095-3
4. 新・特捜司法官S-A 2 2005年12月発売、ISBN 4-403-54101-1
5. 新・特捜司法官S-A 3 2006年8月発売、ISBN 4-403-54107-0
6. 新・特捜司法官S-A 4 2007年3月発売、ISBN 978-4-403-54115-5
7. 新・特捜司法官S-A 5 2007年7月発売、ISBN 978-4-403-54117-9
8. 新・特捜司法官S-A 6 2008年4月発売、ISBN 978-4-403-54126-1
9. 新・特捜司法官S-A 7 2008年12月発売、ISBN 978-4-403-54132-2
10. 新・特捜司法官S-A 8 2009年4月発売、ISBN 978-4-403-54136-0
11. 新・特捜司法官S-A 9 2009年10月発売、ISBN 978-4-403-54143-8
12. 新・特捜司法官S-A 10 2010年1月発売、ISBN 978-4-403-54147-6

### 仮面教師SJ
他の作品の時代設定の約12年前を舞台にした作品。教師志望だった笹蔵重蔵が受けた特命は学園スパイのようなもの。稀代の詐欺師と呼ばれたササクラの息子としての特殊能力を駆使し、教育機構監査局のスパイ“SJ”となる。
各話の最後の方で、特捜司法官が事件を処理するが、誰が特捜司法官なのかや彼のコードも不明（スペード・ジャックの可能性は無論ある）。この作品の1年前に秋津が特捜司法官を演じる人気作品「特捜司法官S-A」が始まったとされている。
ウィングス文庫
1. 仮面教師SJ 1 2011年1月発売、ISBN 4-403-54173-9
2. 仮面教師SJ 2 2011年10月発売、ISBN 4-403-54173-9
3. 仮面教師SJ 3 2012年7月発売、ISBN 4-403-54181-X
4. 仮面教師SJ 4 2013年1月発売、ISBN 4-403-54187-9
5. 仮面教師SJ 5 2013年8月発売、ISBN 4-403-54193-3
6. 仮面教師SJ 6 2013年12月発売、ISBN 4-403-54198-4
7. 仮面教師SJ 7 2014年6月発売、ISBN 4-403-54200-X

## CD

### アルバム
- JOKER ― コミックス・オリジナル・アルバム （1989年3月21日発売） K32X-7163
ドラマパートを含む。
- JOKER ― 〜マージナル・シティ〜ヴォイスムービー （1992年5月25日発売） CYCC-10003

### ドラマCD
- JOKER/ファーストコンタクト （1991年3月2日発売） MECH-30006
  1. クラッシュ・ユア・ハート （歌:富沢美智恵,速水奨）
  2. バーリー・ザ・ヒーロー
  3. メガロポリス・ララバイ
  4. デンジャラス・チェイス
  5. マシンガン・ダンシング
  6. ラヴィング・ユー （歌:富沢美智恵）
- JOKER/セカンドコンタクト パープル・ムーン （1992年3月25日発売） CYCC-10001
  1. マジカル・キャット （歌:富沢美智恵）
  2. IT'S A TROUBLEMAKERIT'S A TROUBLEMAKER
  3. 21th century TOYS
  4. VOICE OF FLOWERS
  5. 0519…
  6. ボイス・ムービー パープル・ムーン
  7. ミリオン・ナイト （歌:速水奨）
- JOKER ― FILE.1-ムーン・ファンタジー （1997年9月26日発売） KECH-1116
- JOKER ― FILE.2-ドリーム・プレイング・ゲーム （1997年12月21日発売） KECH-1120